# Одинокий (Сумеречная зона)
«Одинокий» (англ. The Lonely) — седьмой эпизод первого сезона американского телесериала-антологии «Сумеречная зона». Был впервые показан в эфире телеканала CBS 13 ноября 1959 года. Режиссёром эпизода выступил Джек Смайт, сценарий написан создателем сериала Родом Серлингом.
Эпизод рассказывает о человеке, который в одиночестве отбывает наказание за убийство на отдалённом астероиде. Но однажды вместе с едой и припасами космический корабль доставляет ему робота с внешностью женщины.

## Сюжет
В начале эпизода голос рассказчика, который принадлежит создателю сериала Роду Серлингу, произносит вступительный монолог:
Присмотритесь, если пожелаете, к этой темнице созданной из гор, соляных пластов и песка раскинувшихся в бесконечности. В темнице находится заключённый: Джеймс А. Корри. И это его жилище: железный сарай. А это старый двухдверный автомобиль поджаривается на солнце, он никуда не поедет, ведь ехать некуда. Для справки, Джеймс А. Корри преступник приговорённый к одиночному заключению. В данном случае граница его заключения простирается на территорию, которую только может охватить его взгляд, так как эта темница находится на астероиде, на расстоянии девяти миллионов миль от земли. А сейчас вы можете понаблюдать, если того пожелаете, за человеком чьи разум и тело иссушаются в лучах солнца, человеком, умирающим от одиночества.Оригинальный текст (англ.)Witness if you will a dungeon, made out of mountains, saltfiats and sand that stretch to infinity. The dungeon has an inmate: James A. Corry. And this is his residence: a metal shack. An old touring car that squats in the sun and goes nowhere-for there is nowhere to go. For the record let it be known that James A. Corry is a convicted criminal placed in solitary confinement. Confinement in this case stretches as far as the eye can see, because this particular dungeon is on an asteroid nine million miles from the Earth. Now witness ifyou will a man's mind and body shrivelling in the sun, a man dying of loneliness.

В 2046 году заключённый по имени Джеймс А. Корри, осужденный за убийство, приговорён к пятидесяти годам одиночного заключения на далёком астероиде. В пятнадцатый день шестого месяца четвёртого года заключения его посещает космический корабль (его пилотирует капитан Алленби), который четыре раза в год привозит ему припасы и новости с Земли. Корри ожидает, что, возможно, у них с Алленби будет время поиграть в карты или шахматы, но капитан сообщает заключённому, что в этот раз корабль и экипаж могут задержаться всего на пятнадцать минут из-за неблагоприятных орбитальных условий для отлёта. Экипаж корабля возмущён тем, что находится вдали от Земли из-за таких, как Корри.
Алленби пытается сделать пребывание Корри по-человечески терпимым, принося ему вещи, чтобы отвлечь его от одиночества, например, детали для сборки старого автомобиля. Он верит Корри, что убийство было совершено в целях самообороны, и сочувствует ему. В этот раз члены экипажа корабля с удовольствием сообщают Джеймсу о том, что помилование Корри было отклонено, и ему придётся находиться на астероиде ещё 46 лет. Корри чувствует, что он не сможет пережить эти годы в одиночестве. Перед отъездом Алленби приказывает своим людям принести большой ящик, который капитан велит Корри не открывать до тех пор, пока они не улетят, потому, что это может стоить ему работы — члены экипажа корабля понятия не имеют, что находится внутри ящика.
Открыв контейнер, Корри обнаруживает, что Алленби оставил ему гиноида по имени Алисия. Алисия способна испытывать эмоции, обладает памятью и продолжительностью жизни, сравнимой с человеческой. Поначалу Корри ненавидит её, отвергая как простую машину. Однако, когда он причиняет Алисии боль и видит, что она действительно способна плакать, он понимает, что у неё есть чувства. В течение следующих одиннадцати месяцев Корри начинает влюбляться в неё. У Алисии формируется личность, которая повторяет личность Корри, и дни становятся терпимыми.
Когда корабль возвращается, капитан Алленби сообщает, что приговор Корри был пересмотрен, и его помиловали. Он может немедленно вернуться домой на Землю, но у них есть только двадцать минут до отлёта; экипаж уворачивался от метеоров, и топливо почти закончилось. Поскольку на корабле находятся ещё семь пассажиров, место есть только для Корри и пятнадцати фунтов багажа. Поначалу его это не беспокоит, поскольку у него нет вещей весом в пятнадцать фунтов; затем он понимает, что Алленби не считает Алисию человеком. Лимит в пятнадцать фунтов слишком мал, чтобы вместить её. Корри пытается найти способ взять Алисию с собой, утверждая, что она не робот, а женщина, настаивая, что Алленби просто не знает Алисию так, как он. В этот момент, когда экипаж транспорта удивлённо смотрит на Алисию, капитан внезапно достаёт пистолет и стреляет ей в лицо. Робот ломается, лицо представляет собой массу проводов и сломанных схем, которые повторяют имя «Корри». Затем Алленби забирает Корри обратно на корабль, говоря ему «всё, что он оставит после себя — только одиночество». «Я должен запомнить эти слова», — говорит Корри тоном, лишённым выражения. «Я должен запомнить».

Эпизод заканчивается закадровым монологом Рода Серлинга:
На микроскопической песчинке, летающей в космосе, остался фрагмент человеческой жизни. Брошенный ржаветь, вместе с местом, где он жил и машинами, которые он использовал. Без него они разрушатся от ветра и песка и от течения времени. Все механизмы мистера Корри, включая тот, который жил был сделан по его образу и подобию, которого поддерживала его любовь, но сейчас прекративший своё существование... в Сумеречной зоне.Оригинальный текст (англ.)On a microscopic piece of sand that floats through space is a fragment of a man's life. Left to rust is the place he lived in and the machines he used. Without use, they will disintegrate from the wind and the sand and the years that act upon them; all of Mr. Corry's machines-including the one made in his image, kept alive by love, but now устаревший... in the Twilight Zone.

## Команда
| Актёр        | Роль                          |
| ------------ | ----------------------------- |
| Джек Уорден  | Джеймс А. Корри               |
| Джон Денер   | капитан Алленби               |
| Джин Марш    | Алисия                        |
| Тед Найт     | Адамс (в титрах не указан)    |
| Джеймс Тёрли | Карстерс (в титрах не указан) |
| Род Серлинг  | рассказчик                    |

- автор сценария — Род Серлинг
- режиссёр — Джек Смайт
- продюсер — Бак Хотон
- исполнительный продюсер — Род Серлинг
- оператор — Джордж Т. Клеменс[англ.]
- монтаж — Джозеф Глюк
- режиссёр по работе с актёрами — Милли Гуссе
- художественные руководители — Джордж Дэвис[англ.], Уильям Феррари[англ.]
- кинодекораторы — Руди Батлер, Генри Грэйс[англ.]
- производственный менеджер — Ральф В. Нельсон
- помощник режиссёра — Эдвард О. Дено
- отдел звукозаписи — Франклин Милтон[англ.], Джон Г. Валентино
- редактор звуковых эффектов — Ван Аллен Джеймс
- композитор основном темы сериала — Бернард Херрман
- художник-постановщик — Герберт Клинн[англ.]
- художник заднего плана во вступительных титрах — Сэм Клайбергер
- режиссёр анимации вступительных титров — Руди Ларрива[англ.]
- художник по эффектам — Джо Мессерли
- производство: Cayuga Productions, CBS Television Network

## Производство

### Сценарий
Серлинг вспоминал, как ему пришла в голову идея эпизода: «Этот эпизод был создан на пустом месте. Его вызвало острое чувство одиночества».
Сценарий для данного эпизода значился под номером 2, изначально он должен был быть вторым эпизодом по счёту. Первая его версия была датирована 27 марта 1959 года. Вторая версия сценария с внесёнными в него изменениями была готова к 9 апреля, а финальная версия была завершена 10 июня. 29 мая 1959 года компания-спонсор De Forest Research отправила Серлингу список исправлений, которые необходимо было внести в черновик от 27 марта. Наиболее важным исправлением было изначальное имя главного героя эпизода. Первоначально Серлинг назвал его Джеймс У. Корри (англ. James W. Corry), но исследователи прокомментировали, что «существует некий Джеймс У. Корри, который является председателем правления компании Reliance Electric and Engineering Company, Кливленд, Огайо». Было предложено изменить имя на Джон У. Корри (англ. John W. Corry) или Джеймс У. Морри (англ. James W. Morry). 10 июня Серлинг изменил имя на Джеймс А. Корри (англ. James A. Corry). Также в первоначальном варианте сценария Алленби сообщал, что принёс Корри «несколько микрофильмов» и «несколько старых винтажных фильмов…». Это было удалено, когда сценарий был пересмотрен, поскольку высокая температура на астероиде, плохо бы повлияла на старые плёнки. Что касается слов Корри: «По всем признакам это существо — женщина», то в отчёте De Forest Research было сказано: «Поскольку „существо“ относится к живому существу, эта строка утверждает, что робот стал женщиной и, следовательно, на него распространяются моральные законы». В отчёте предлагалось удалить слово «существо», но Серлинг оставил строчку без изменений.
Ещё одним изменением первоначального сценария, предложенным De Forest Research, была замена материалов для хижины Корри с древесины и стали на алюминий, поскольку перевозка стали на борту космического корабля была бы проблемой из-за веса, а алюминий значительно легче. Астероид был без деревьев, поэтому для строительства хижины не нашлось бы материала. Заводной фонограф Виктрола был заменён проигрывателем пластинок, поскольку, как объясняется в отчёте, «в будущем это станет предметом коллекционирования». Ящик со льдом был заменён холодильником, а генератор, работающий на газе, был заменён на генератор, работающий на солнечной энергии.

### Съёмки
Репетиции перед съёмками проходили 11 и 12 июня 1959 года, а сами съёмки 15, 16 и 17 июня. За главную роль Джон Уорден получил 3500 долларов. Джин Марш получила за свою роль 600 долларов. Общий бюджет эпизода составил 60 511,76 долларов. Съёмки эпизода проходили в Долине смерти. О выборе именно этого места для съёмок Бак Хотон говорил: «Это должен был быть астероид и выглядеть он должен был как можно более странно. А Долина Смерти как раз настолько странная, насколько это возможно. Она бесплодна и пустынна. Так, наверное, выглядит Марс».
Во вторую неделю июня 1959 года Хотон, режиссёр Джек Смайт (в фильмографии которого такие фильмы, как «Харпер» (1966), «Иллюстрированный человек» (1969) и «Аэропорт 1975» (1974)), актёры Джек Уорден, Джин Марш, Джон Денер, Тед Найт и Джеймс Терли отправились со съёмочной группой в самое низкое, сухое и жаркое место в Соединённых Штатах. Смайт вспоминал, что во время съёмок на улице была «невероятная жара, температура около 130 градусов Фаренгейта». На площадке очень плотно кормили, так что после еды было просто невозможно работать, однажды после обеда оператор Джордж Т. Клеменс «упал с операторского крана прямо на песок» — рассказывал Смайт. На съёмочной площадке постоянно дежурила медсестра, которая следила за здоровьем команды и «постоянно наливала тёплую воду». Помощник режиссёра Эдвард Дено вспоминал, что ему пришлось выполнять двойную работу: «Помимо того, что я был помощником режиссёра, я занимался сценарием и был звукооператором на нескольких сценах. Все подменяли друг друга, потому что люди просто падали как мухи». Хотон вспоминал, что когда снимали одну из последних сцен, где андроид, которого только что застрелили, лежит на земле, Джин Марш должна была лежать неподвижно в кадре. Рядом с ней положили термометр и он показывал 140 градусов. Невероятная жара также создавала технические проблемы. «Есть забавная проблема, которая никому, кроме тех, кто связан с кино, никогда не придёт в голову», — объяснял Джордж Клеменс. «Когда мы хотим показать жару, чтобы люди выглядели так, будто они потеют, мы опрыскиваем их составом из масла и воды. У каждого гримёра есть своя смесь, которую он наносит. Конечно, вы всегда затемняете под мышками и так далее, чтобы казалось, что они чертовски потеют. Ну, в Долине Смерти мы хотели передать эту идею, но мне всё равно, что мы на них накладывали, прежде чем мы запускали камеру, всё исчезало — они были такими же сухими, как вы или я. В итоге мы нанесли на их лица примерно девяносто процентов масла и немного воды, и масло оставалось в виде маленьких капелек». Род Серлинг говорил, что температура в Долине смерти была 116 градусов, а температура земли 139. К шести часам первого съёмочного дня тепловой удар случился у семи членов съёмочной группы, включая оператора, звукооператора и помощницу режиссёра.
Джин Марш прожила в США совсем недолго, прежде чем начала сниматься в телевизионных драмах. Согласно одной газетной колонке, Марш уехала из Англии, потому что выглядела недостаточно похожей на англичанку. «Мне было трудно найти драматические роли», — объясняла она. «В Америке это не имеет значения. Там нет „американской“ внешности. Все люди разные». Марш был 21 год, когда она приехала в США, и после двух лет, проведённых в Нью-Йорке, она получила роль таитянской девушки в фильме для NBC «Луна и грош» (1959) с Лоренсом Оливье в главной роли. «Это была моя первая драматическая роль», — вспоминала Марш. Вскоре после этого её наняли для участия в телевизионном вестерне, а также на роль Алисии в «Сумеречной зоне». Колумнист газеты The Syracuse Herald-American Говард Стерн взял у неё интервью вскоре после её приезда. Марш рассказала обозревателю, что «вся съёмочная группа и Род Серлинг, который был на съёмках, были в шортах и футболках». На съёмках была хорошая, дружественная атмосфера: «Джек Уорден обладал прекрасным чувством юмора и был очень близок ко мне. Гримёр постоянно торопился между дублями, чтобы я не вспотела перед камерой. Представьте себе робота, потеющего в пустыне».
Из-за съёмок на натуре пришлось понести ряд расходов. На возведение хижины ушло 240 долларов на материалы и оплату труда. На установку декоративных камней для различных сцен было потрачено 50 долларов. Аренда туалета обошлась в 240 долларов. Страховка на случай перелёта стоила 45 долларов (актёры и часть съёмочной группы добрались до Долины Смерти самолётом). Неисправная камера, виной которой стала жара, обошлась CBS в 150 долларов. Аренда манекена для заключительного кадра, где у Алисии вместо лица провода и микросхемы, обошлась в 25 долларов.
После двух съёмочных дней в долине, Хотон и Смайт решили к облегчению актёров и съёмочной группы вернуться в павильоны MGM, восстановить интерьер металлической хижины, в которой живёт заключённый, и снимать сцены последнего дня под сравнительно прохладным светом. Внутренняя часть хижины и внешний вид космического корабля были сняты на 6-й студии MGM в течение третьего и последнего съёмочного дня.
Режиссёр Джек Смайт был очень рад поработать с Родом Серлингом и после съёмок даже написал ему письмо, где пригласил его поужинать «чтобы мы могли по-настоящему поговорить и познакомиться».

### Музыка
«Одинокий» был первым эпизодом, для которого Бернард Херрманн написал музыкальную тему. Но видимо он остался недоволен проделанной работой. Для следующего эпизода он переписал тему, используя другие инструменты, она и стала стандартной вступительной музыкой для большей части первого сезона. В оригинальном музыкальном сопровождении Бернарда Херрманна, датированном 5 августа 1959 года, звучит песня Эрика Кука «Turkish Delight», взятая из фонотеки CBS. Отрывки из этого же музыкального произведения можно услышать из музыкальных автоматов в эпизодах «Куда все подевались?» и «Казнь».

## Критика
Писатель-фантаст Чарльз Бомонт говорил, что данный эпизод возможно был вдохновлён рассказом Рэя Брэдбери «Корпорация „Марионетки“». Он отметил, что эпизод также похож и на его собственный рассказ «День матери» и на «Радость жизни» Уильяма Нолана. «Я не верю, что вы плагиатор», — писал Бомонт Роду Серлингу, в своём письме он приводил примеры совпадения сюжетов различных эпизодов «Сумеречной зоны» с произведениями многих писателей фантастов. Но это не было обвинение, скорее он хотел, что бы Серлинг более изобретательно относился к сюжетам сериала.
Род Серлинг ответил, что никогда не читал «Корпорацию „Марионетки“» и объяснил, что история с заключённым на астероиде была уже сто раз. Концепция робота, который ищет человеческие качества, была скопирована во множестве разных произведений. Он написал письмо Рэю Брэдбери, в котором извинился за возможно возникшее у того недопонимание. В дальнейшем Чарльз Бомонт сам выступил сценаристом нескольких эпизодов «Сумеречной зоны» и всегда защищал Серлинга от обвинений в плагиате. Через много лет Серлинг похвалил игру Уордена в интервью Линде Бревелл в марте 1975 года: «Мне часто выпадало счастье иметь хороших актёров. Вы получаете таких парней, как Джек Клагмен, Джек Уорден, Марти Болсам — солидных, надёжных, безупречно квалифицированных мужчин, которые неизменно берут реплики и вдыхают в них большую жизнь, большую энергию и большую правду».
В номере газеты The Oakland Tribune от 9 декабря 1959 года. Читатель с инициалами J.J.M. из Окленда, штат Калифорния, написал вопрос: «Я хотел бы узнать о женщине-роботе из „Сумеречной зоны“, что показывали пару недель назад. Есть ли шанс получить такую женщину?». Обозреватель газеты ответил: «Вероятно, это будет ужасным шоком, поскольку половина мужчин вокруг откладывает деньги, чтобы купить такого робота, но робот на самом деле не был роботом. Это была Джин Марш, настоящая, живая девушка».
Билл Фиест, телевизионный критик в своей колонке «The TV People», предварительно просмотрел этот эпизод и, абсолютно захваченный драмой, посвятил всю свою колонку описанию сюжета и тезиса Корри о мужчине и женщине. Он так и не раскрыл развязку истории, но заметил, что «многие истории для „Сумеречной зоны“ пишет Род Серлинг. Они необычны, но содержательны и, кроме того, будоражат воображение».
Журнал Variety в своей рецензии написал: «В самом безумном полёте воображения вы никогда не сможете догнать то, что выходит из-под печатной машинки Рода Серлинга. Даже ваши кошмары бледнеют по сравнению с этим. Однако они настолько хорошо проработаны от сценария до воплощения, что „Сумеречная зона“ становится привычкой пятничного вечера в миллионах домов… Странная и жуткая в своей концепции, она получает дополнительное воздействие от обезоруживающих комментариев Серлинга и обладает силой захватывать. Уорден держал свои эмоции под контролем, чтобы избежать соблазна сорваться, что также является заслугой режиссёра Джека Смайта. Джон Денер и Мисс Марш были компетентными помощниками, а отличительные знаки оставили партитура Бернарда Херрманна и декорации, созданные Джорджем Дэвисом и Уильямом Феррари».

## Анализ
В выпуске The Sunday News от 6 сентября 1959 года Серлинг написал в колонке «What’s On?», что хотя он надеется построить вокруг себя защитную стену с помощью снятого шоу, он вступает в область, которая ещё не была успешно опробована на телевидении — область научной фантастики и фэнтези. Он считает, что до сих пор подобные программы были сосредоточены на фантазии, а не на людях. Он планировал исправить это, сосредоточив свои усилия на том, чтобы в первую очередь рассказать историю о людях; события будут второстепенными. «Одинокий» стал таким примером.

## Наследие
Когда Серлинг адаптировал свой телесценарий для «More Stories from The Twilight Zone», сборника рассказов в мягкой обложке для издательства Bantam Books в апреле 1961 года, он добавил детали преступления Корри. Корри стал свидетелем гибели своей жены: её сбила машина, мчавшаяся на большой скорости, из-за столкновения машина жены разбилась. Корри вытащил водителя из машины и задушил его. В эпизоде единственное упоминание о преступлении Корри — когда он говорит, что это была «самооборона».
Эпизод был адаптирован для радиопостановки «Радиодрама Сумеречная зона» (англ. Twilight Zone Radio Drama) со Стэйси Кичем и Майком Старром в главных ролях.